# Ti vengo a cercare
Ti vengo a cercare è un romanzo del 2008 di Guillaume Musso, pubblicato in Italia da Rizzoli.

## Trama
Ethan Whitaker è uno psicologo di grande successo: pubblica libri best seller, viene regolarmente invitato come esperto in TV, i suoi pazienti sono celebrità e può permettersi una vita agiata, ben diversa da quella che conduceva prima. Ethan, infatti, è un ex ragazzo di provincia, arrivato a New York per caso ma rimasto lì per scelta: nel giorno del suo compleanno, tanti anni prima del successo, in vacanza nella Grande Mela con il suo amico Jimmy e la fidanzata Marisa, Ethan capisce che l'unico modo per avere la vita che ha sempre sognato è tagliare ogni ponte col passato, e scompare senza dare spiegazioni. Negli anni compie una scalata al successo senza pari, e per un periodo trova anche l'amore: la bellissima Céline, l'unica donna che abbia mai amato. Ma anche a Céline, un giorno, Ethan volta inspiegabilmente le spalle, gettandosi in un gorgo di solitudine e autodistruzione che, nel giorno di Halloween di molti anni dopo Jimmy, Marisa e anche Céline, gli presenta il conto: una ragazzina, Jessie, si presenta nel suo studio e, dopo poche domande, si toglie la vita, sparandosi; un misterioso tassista lo conduce al matrimonio di Céline con un altro uomo, Sebastien; e la giornata non è ancora finita...
Solo così, forse, Ethan potrà capire come rimediare agli sbagli del passato, e a come costruire un futuro felice, perdonandosi e facendosi perdonare da chi lo ha amato incondizionatamente.

## Edizioni
- Guillaume Musso, Ti vengo a cercare, traduzione di Vittoria Pazzi, collana Rizzoli best, Rizzoli, 2008,  pp. 351, cap. 36, ISBN 88-17-02726-X.
- Guillaume Musso, Ti vengo a cercare, traduzione di Vittoria Pazzi, collana Best BUR, BUR Biblioteca Universale Rizzoli, 2013, pagine 351 brossura[1].